# 은월초등학교
은월초등학교는 대한민국 울산광역시 북구에 있는 공립 초등학교이다.

## 연혁
- 2019년 3월 1일 : 은월초 개교